# Q'ara Quta
Q'ara Quta (aymara q'ara naken, quta sjö, också Khara Kkota) är en sjö i Bolivia.   Den ligger i departementet La Paz, i den västra delen av landet, 500 km nordväst om huvudstaden Sucre. Q'ara Quta ligger 4 371 meter över havet.